# گانش ونکاترامن
گانش ونکاترامن (به انگلیسی: Ganesh Venkatraman) بازیگر هندی است.
از کارهای معروف او می‌توان به بازی در فیلم کسی مثل تو، چاندرا، طبل، تو باید با آتیش کار کنی کومار، آبهی و من و وارث اشاره کرد.